# Marinus Jørgensen
Marinus Jørgensen (23. august 1877 – 13. januar 1955) var borgmester i Aalborg Købstadskommune mellem 1925 og 1945, valgt for Socialdemokraterne.
Marinus Jørgensen var postbud og formand for postbudene. I 1913 kom han i byrådet og i 1925 blev han den første socialdemokratiske borgmester i Aalborg. Socialdemokraterne  erobrede i magten med 51,5% af stemmerne, og fastholdt det gennem depressionen og besættelsen absolut flertal. Socialdemokraterne har siddet på borgmesterposten lige siden.2014
Under Marinus Jørgensen lederskab oplevede Aalborg det moderne gennembrud, hvor han sammen med statsminister Thorvald Stauning i 1933 åbnede Limfjordsbroen og samme år præsenterede Aalborgtårnet under erhvervsudstillingen Nordjysk Udstilling. Stålkonstruktionerne blev bygget på Aalborg Værft der i 1927 var tæt på fallit og derfor blev overtaget af kommunen. Marinus Jørgensen fastslog i 1933 at hans mål fra Aalborg var penge og arbejde. Han sagde: "Kan vi skaffe arbejde, og kan vi skaffe penge til at betale det med?"
Aalborg blev omstruktureret i denne periode, infrastrukturen blev moderniseret kraftigt, hvor Vesterbro blev anlagt og området omkring den tværgående Boulevarden i hjertet af Aalborg blev ændret markant. Det fik Stauning til at rose partifællerne i Aalborg for at rive gammelt ned og bygge nyt og dermed vise vejen. 
Efter krigen blev Marinus Andersen indbragt for den socialdemokratiske partidomstol[kilde mangler], som et udfald af, at hans partifæller kritiserede ham for at have været for tyskvenlig under besættelsen, da han havde foræret en tysk oberst 6 flasker akvavit og doneret 500 kr. til tysk vinterhjælp. Inden dommen faldt, trak han sig i juni 1945 som borgmester. Han blev i august 1946 frikendt ved en tjenestemandsdomstol. 
Marinus Jørgensen blev dog senere idømt en bøde på 6.000 kr. i en civilretssag. Bl.a. for sortbørshandel med sæbe. Han blev efterfulgt af sin viceborgmester, Marius Andersen.
Borgm. Jørgensens Vej i Vejgaard er opkaldt efter Marinus Jørgensen.